# Standard Athletic Club
Pour les articles homonymes, voir Standard.
Maillots
Le Standard Athletic Club, abrégé en Standard AC, est un club de football français fondé en 1892 et basé à Paris puis à Meudon.

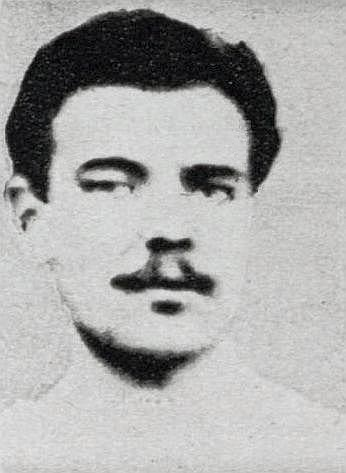
L'anglais Alfred Adrian Tunmer, champion de France de football USFSA 1894 et 1895 avec son frère au Standard AC, puis avec le RCF champion de France du 1500 mètres 1897 et de cross-country 1898.

Le club existe toujours et est désormais un club privé britannique basé à Meudon au sud-ouest de Paris. Bien qu'il n'engage plus d'équipe de football dans les championnats majeurs depuis les années 1930, le Standard AC possède toujours une section football et est l'authentique plus vieux club de football en France encore en activité.
Fondé par des Britanniques, le Standard est l'un des premiers clubs de football créés en France. Il remporte le premier championnat national organisé sur le territoire en 1894, le championnat de France USFSA, avant d'en gagner quatre autres jusqu'en 1901. Le Standard AC participe aussi à la première édition de la Coupe de France en 1917-1918. Il apparaît de nouveau en 32e de finale de cette compétition lors des éditions 1924-1925 et 1925-1926, ce qui constitue les dernières performances notables du club, qui cesse d'engager une équipe dans les compétitions officielles de la FFF dans les années 1940.
Le club est aussi connu pour son équipe de cricket, majoritairement composées de Britanniques, qui a représenté la France aux Jeux olympiques de 1900 de Paris, seuls Jeux olympiques où le cricket a été joué.
Le Standard AC jouait en rouge et noir, sur un terrain situé porte Dauphine de 1892 à 1906 puis sur un terrain aux haras de Suresnes à partir de 1906.

## Historique

### Les débuts du club

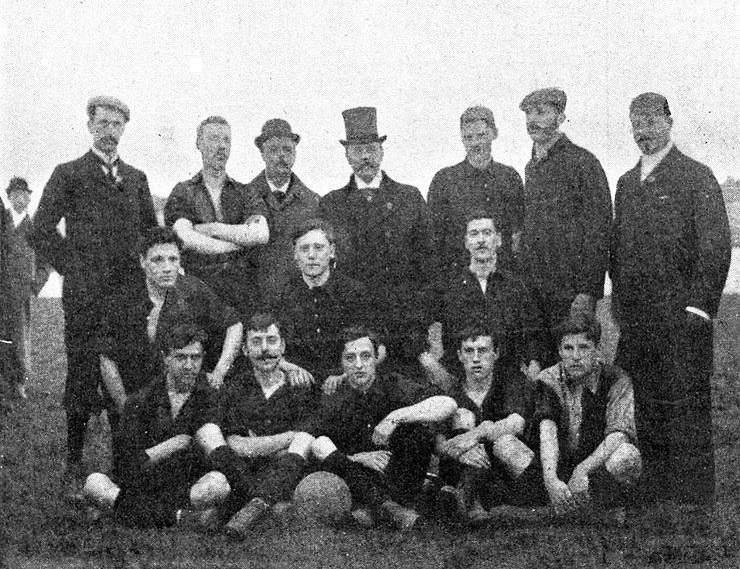
L'équipe de football du Standard Athletic Club en 1898.

En 1890, au tout début de la pratique du football en France, des employés des Maisons Manby et Nicoll fondent à Paris un club nommé Paris Association Football Club. Le nom du club vise alors à bien marquer la différence entre football-rugby et football-association à une époque où les deux sports ne sont pas encore pleinement dissociés en France. En octobre 1891, les frères Henry et Edouard Wynn fondent avec plusieurs de leurs compatriotes le Gordon Football Club, dont le nom a pour but d'honorer la mémoire du Général Charles Gordon, mort en 1885 lors du siège de Khartoum au cours de la guerre des mahdistes. Le Standard Athletic Club nait de la reconfiguration de ces deux sociétés anglaises en mars 1892, des membres du Gordon FC et du Paris AFC se trouvant parmi les membres fondateurs,,. Le club aurait été fondé au bar The Horse Shoe rue Copernic à Paris,. Les quatorze Britanniques fondateurs du Standard AC souhaitent alors que les jeunes Britanniques résidant à Paris aient la possibilité de poursuivre les sports qu'ils pratiquaient outre-Manche. Le devenir du Paris AFC et du Gordon FC n'est pas connu. Il se pourrait que les deux disparaissent lors de la création du Standard AC et que l'on puisse donc considérer que ce dernier a été créé par la fusion des deux premiers.
L'équipe est alors constituée de William Attrill, arrière qui dirige l'équipe. Il accompagné des frères Tunmer (Neville et Alfred) et Wynn (Henri et Édouard). Le 11 décembre 1892, le Standard rencontre l'équipe que tout le monde craint : les White-Rovers. Logiquement, le Standard s'incline 5-1. Les Rovers confirment leur supériorité le 22 janvier 1893 en écrasant à nouveau le Standard (3-0). Les rencontres Standard-Club français reprennent ensuite. Le dimanche suivant, le Standard se venge de cette nouvelle déconvenue en infligeant un sévère 4-0 au Club. En trois matchs, ils n'en perdent qu'un : le 4 mars (1-0) sur le terrain du tir aux pigeons du bois de Boulogne. Ces toutes premières affiches du football français drainent quelques dizaines de curieux le long des lignes de touche. L’évènement de l'année 1893 est l'arrivée à Paris, pour les fêtes de Pâques, de l'équipe londonienne de Marylebone FC que William Attrill réussi à faire venir. Trois matchs ont lieu : les Anglais battent successivement une sélection parisienne (3-0), les White Rovers (3-1) et le Standard (7-0).
Le Standard ne se contente pas d'égayer les après-midi de ses membres, mais prend aussi en compte ses soirées. Ainsi, tout comme son homologue des White-Rovers, des smoking-concerts sont organisés chez Dehouve, à la Porte Maillot. Le Standard est le premier club français à tenter l'expérience de l'entrée payante. Au Trotting Club de Levallois, les recettes sont plutôt maigres.
L'USFSA promettant l'institution d'un championnat, le Standard demandent à être reconnue officiellement par l'Union, c'est chose faite le 5 décembre 1893. En fin de « saison » 1892-1993, le Standard dispute un match « international » face aux Londoniens du Marylebone FC, c'est une sévère défaite 7-0.

### Cinq fois champion

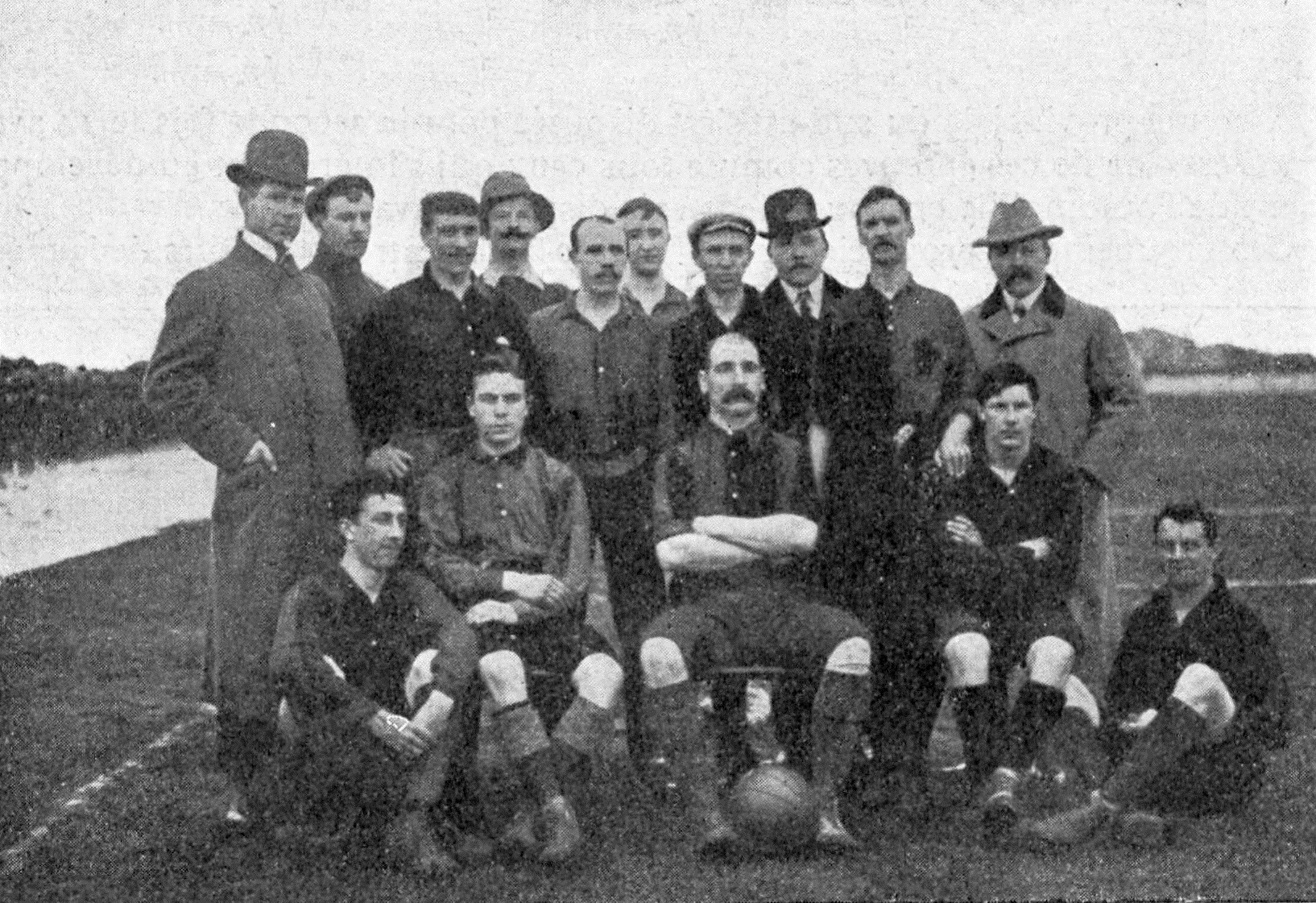
L'équipe de football du Standard Athletic Club le 14 avril 1901, lors du premier match de la finale du championnat de France

Lassés de l'ostracisme de l'USFSA concernant le football, le Standard et les White-Rovers menacent de se constituer en ligue indépendante. L'USFSA ne peut permettre cette dérive et préfère reconnaître le football, afin de mieux en contrôler l'expansion. Toutefois, à Paris, sous la houlette des Standard et autres White-Rovers, il est déjà trop tard pour les anti-foot de l'USFSA, qui sont contraints de laisser mettre en place un comité où siègent notamment des membres du Standard, et un championnat.
Les White-Rovers sont les grands favoris du premier championnat de France USFSA : ils sont invaincus ! Pourtant, c'est le Standard qui arrache le titre en poussant les Rovers à rejouer la finale (2-2) pour les battre, 2-0, le 6 mai 1894. Le Standard présente alors l'équipe suivante : H. Wynn - W.-D. Attrill, E. Wynn - Hill, J. Roscoe, Leguillard - Vines, O. Hickx, Hunter, A. Tunmer, N. Tunmer. Seul Français du onze du Standard : Leguillard.

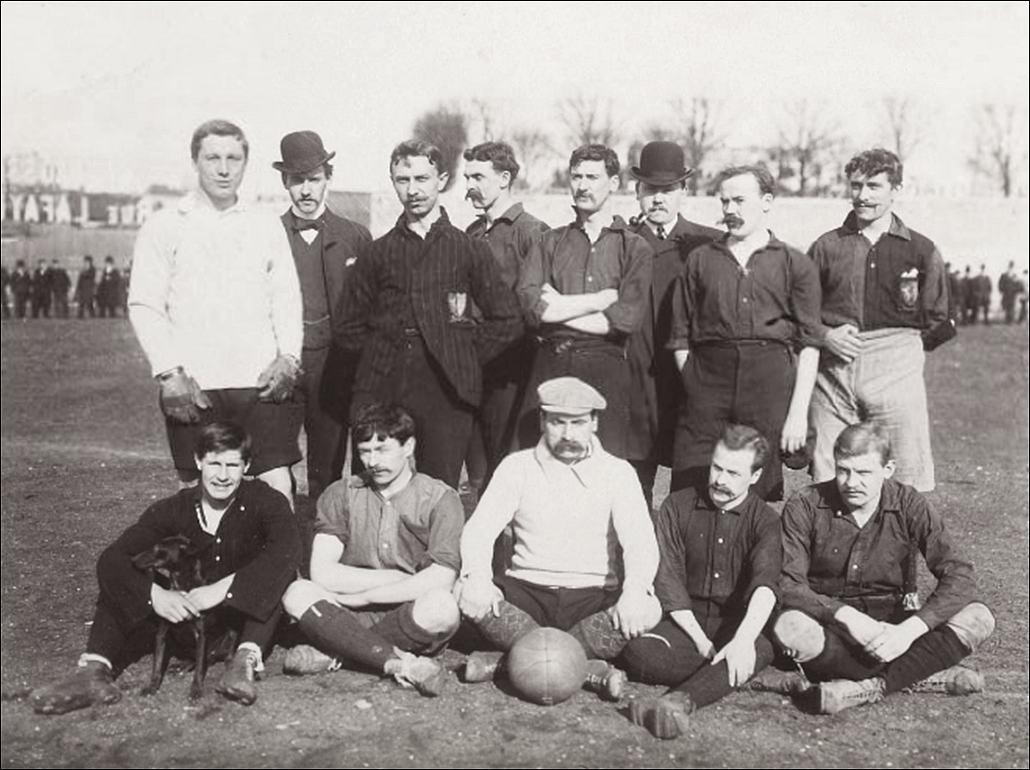
Le Standard AC le jour de la finale de la Coupe Dewar 1902.

Le Standard confirme son titre la saison suivante et s'affirme comme le club phare de cette première décennie de l'histoire du football français en s'adjugeant les titres en 1894, 1895, 1897 et 1898. Seul le Club français arrache un titre au Standard en 1896.
C'est pourtant le Club qui remporte les titres 1899 et 1900. Les Français trébuchent ensuite face au Havre AC en finale nationale.
Les Rouge et Noir du Standard enlèvent un nouveau titre en 1901 et affrontent le double champion de France en titre, Le Havre A.C. Après un match nul à Paris, le Standard étonne en infligeant un énorme 6-1 aux solides Havrais. Le titre est de retour à Paris.
Le nom du club a inspiré celui du Standard de Liège.

### Le Standard rentre dans le rang
Toujours fidèles à la première série du championnat de France USFSA jusqu'à la Grande Guerre, le Standard a le plus grand mal à endiguer la montée en puissance de nombreux clubs solides à Paris. Le palmarès s'en ressent ; il n'aura plus jamais le clinquant des débuts.
Le Standard est l'un des 48 clubs cofondateurs de la Coupe de France en 1917-18. Après avoir écarté Championnet Sports en 32e de finale (5-1), le Standard retrouve son vieux rival au tour suivant : le Club Français. Dans la plus pure tradition des oppositions Club-Standard, un match nul 2-2 sanctionne la rencontre qu'il faut rejouer. Hélas pour le Standard, c'est le Club qui domine nettement le replay (5-1).
Le Standard AC est le quatre-vingt-seizième club à s'affilier à la  Fédération française de football association, le 8 juillet 1919. Il participe au premier championnat de la Ligue parisienne de FA, dans la série A groupe 2 (premier niveau régional) pour la saison 1919-1920. Relégué en promotion de première division (deuxième niveau) la saison suivante, le SAC termine neuvième sur dix de la compétition. La saison suivante est bien meilleure, le club est champion du groupe A2 de promotion, mais il ne verra pas l'élite régionale, la Ligue parisienne abandonnant les compétitions pyramidales. Pendant deux saisons le Standard AC, participe aux compétitions d'un groupe affinitaire baptisé « Soccer », avec des clubs comme le PUC, l’ES Juvisy ou le Paris star. Pour la saison 1924-1925, la Ligue réinstaure les compétitions hiérarchiques, le SAC est placé en première division groupe B (deuxième niveau). La saison suivante le club reste en première division, qui est maintenant le troisième niveau de la ligue après la mise en place d'une « Promotion » après la division d'honneur. Le Standard termine deuxième du groupe B, insuffisant pour accéder à l'échelon supérieur, mais suffisant pour garder sa place dans le groupe Sud lors de la saison 1926-1927. Le club du président Philip Humphreys Tomalin participe à la Coupe de France toutes ces années, atteignant les 32e de finale en 1925 et 1926. En 1929-1930, le Standard AC est champion du groupe Ouest de promotion de première division (quatrième niveau). Promu, il reste deux saisons en première division (quatrième puis premier du groupe Ouest), et accède à la promotion d'honneur (2e niveau) en 1932-1933. Le club se maintient trois saisons dans le groupe Sud, avant de retrouver la 1re division (3e niveau) lors de la saison 1935-1936. Le Standard dispute sa dernière Coupe de France en 1938, éliminé dès le premier tour par l'Escouade Versaillaise (1-3), le 11 septembre 1938. Le club disparait des registres de la Fédération pendant la guerre.
Le Standard Athetic Club s'affilie à la FFF (No.11958) en 1949, pour être radié en 1956. De nouveau membre de la Fédération en 1962 (No.19792) , il disparait en 1966, revient en 1968 (No.23505) , pour disparaitre de nouveau en 2010. Le SAC s'est de nouveau affilié sous le numéro 80652 en 2013 avant d'une nouvelle fois se retirer le 19 octobre 2020.
Le Standard, lors de ses périodes d'affiliation avec la Seconde Guerre mondiale, s'est principalement contenté d'aligner une équipe dans les compétitions mineures de la Ligue de Paris, comme le championnat du Critérium du Samedi dans les années 2010.

## Couleurs
Le club jouait en 1917 avec un maillot mi-noir mi-rouge.

## Résultats sportifs

### Palmarès
Le palmarès du Standard AC se compose de cinq titres de champion de France dans le championnat national organisé par l'USFSA à partir de 1894, et de quatre Coupe Dewar, compétition à élimination directe ouverte à tous les clubs.
| Compétitions nationales |
| --- |
| - Championnat de France USFSA (1894-1919) (5) - Champion en 1894, 1895, 1897, 1898 et 1901 - Coupe Dewar (4) - Vainqueur en 1899, 1901, 1902 et 1904 |

### Bilan saison par saison
Le tableau suivant présente le bilan saison par saison du Standard AC dans les compétitions organisées par l'USFSA entre 1894 et 1914.
| 1893-1894 | Vainqueur  | 4  | 3  | 1 | 0 | 9  | 2  | +7   | Dont une victoire par forfait et finale rejouée   |              |   |   |   |   |    |    |      |                |
| 1894-1895 | Vainqueur  | 3  | 3  | 0 | 0 | 34 | 1  | +33  |                                                   |              |   |   |   |   |    |    |      |                |
| 1895-1896 | 3 / 9      | 7  | 5  | 0 | 2 | 24 | 11 | +13  | Plus un match non joué donné gagné au Standard    |              |   |   |   |   |    |    |      |                |
| 1896-1897 | 1 / 9      | 9  | 7  | 2 | 0 | 34 | 6  | +28  | Dont un match de barrage pour le titre, gagné 3-2 |              |   |   |   |   |    |    |      |                |
| 1897-1898 | 1 / 6      | 11 | 10 | 0 | 1 | 53 | 7  | +46  | Dont un match de barrage pour le titre, gagné 3-2 |              |   |   |   |   |    |    |      |                |
| Saison    | Ch. Paris  | J  | V  | N | D | Bp | Bc | Diff | Notes                                             | Ch. France   | J | V | N | D | Bp | Bc | Diff | Notes          |
| 1898-1899 | 2 / 8      | 14 | 12 | 0 | 2 | 42 | 14 | +28  | Dont deux victoires par forfait                   | non qualifié |   |   |   |   |    |    |      |                |
| 1899-1900 | 2 / 7      | 12 |    |   |   |    |    |      |                                                   | non qualifié |   |   |   |   |    |    |      |                |
| 1900-1901 | 1 / 8      | 14 | 12 | 2 | 0 | ?  | ?  | ?    |                                                   | Vainqueur    | 2 | 1 | 1 | 0 | 7  | 2  | +5   | finale rejouée |
| 1901-1902 | 5 / 7      | 12 |    |   |   |    |    |      |                                                   | non qualifié |   |   |   |   |    |    |      |                |
| 1902-1903 | 4 / 8      | 14 |    |   |   |    |    |      |                                                   | non qualifié |   |   |   |   |    |    |      |                |
| 1903-1904 | ? / 6 (x2) |    |    |   |   |    |    |      |                                                   | non qualifié |   |   |   |   |    |    |      |                |
| 1904-1905 | ? / 6 (x2) |    |    |   |   |    |    |      |                                                   | non qualifié |   |   |   |   |    |    |      |                |
| 1905-1906 | ? / 12     | 11 |    |   |   |    |    |      |                                                   | non qualifié |   |   |   |   |    |    |      |                |
| 1906-1907 | ? / 10     |    |    |   |   |    |    |      |                                                   | non qualifié |   |   |   |   |    |    |      |                |
| 1907-1908 | ? / 10     |    |    |   |   |    |    |      |                                                   | non qualifié |   |   |   |   |    |    |      |                |
| 1908-1909 | ? / 10     |    |    |   |   |    |    |      |                                                   | non qualifié |   |   |   |   |    |    |      |                |
| 1909-1910 | 10 / 10    | 9  | 0  | 1 | 8 | ?  | ?  | ?    | Le club est probablement relégué en 2e série      | non qualifié |   |   |   |   |    |    |      |                |
| 1910-1911 | ?          |    |    |   |   |    |    |      | Le club n'est pas en 1re série                    | non qualifié |   |   |   |   |    |    |      |                |
| 1911-1912 | ?          |    |    |   |   |    |    |      | Le club est probablement promu en 1er série       | non qualifié |   |   |   |   |    |    |      |                |
| 1912-1913 | 7 / 12     | 11 | 4  | 2 | 5 | ?  | ?  | ?    |                                                   | non qualifié |   |   |   |   |    |    |      |                |
| 1913-1914 | 9 / 12     | 11 | 3  | 1 | 7 | ?  | ?  | ?    |                                                   | non qualifié |   |   |   |   |    |    |      |                |
| 1918-1919 | 2 / 12     | 11 |    |   |   |    |    |      |                                                   | non qualifié |   |   |   |   |    |    |      |                |